# Dějiny objevování Tibetu Evropany

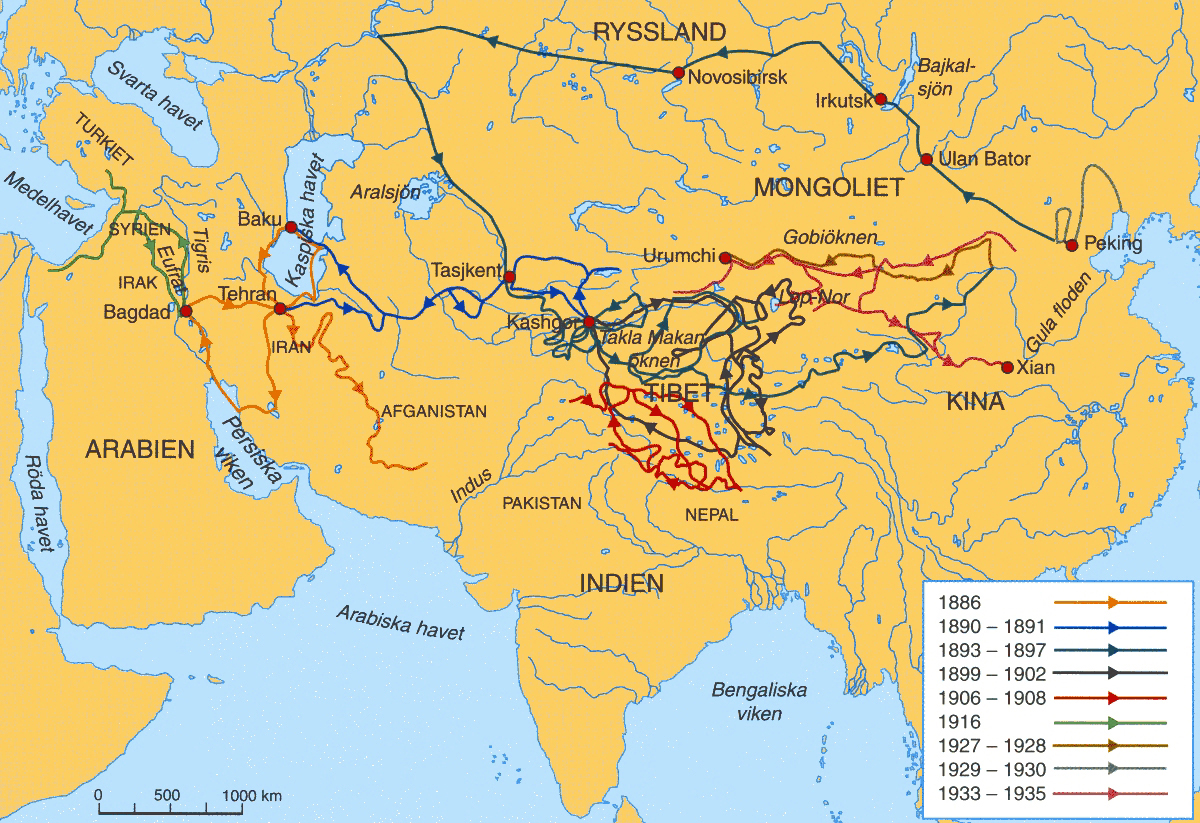
Mapa Asie s vyznačením cest, jež v mezi lety 1886–1935 podnikl švédský objevitel Sven Hedin

Dějiny objevování Tibetu Evropany sahají do 14. století, kdy oblasti Tibetu navštěvují první Evropané – křesťanští misionáři. Prvním Evropanem, který vstoupil na tibetské území, byl pravděpodobně italský mnich českého původu Oldřich Čech, který měl do Lhasy dorazit roku 1328. První rozsáhlejší zprávu o Tibetu však podal až v 17. století jezuita António de Andrade, který se v Tibetu snažil o založení jezuitské misie. Pokusy jezuitů o christianizaci Tibeťanů však byly neúspěšné, stejně jako pokusy kapucínů v následujícím staletí.
V 19. století se Tibet dostal do obchodně-mocenských zájmů Britské Východoindické společnosti, resp. Britského impéria. Do oblasti Tibetu byli vysílání speciálně vycvičení objevitelé zvaní pandité, koncem 19. staletí se Tibet stal předmětem bádání mnohých evropských geografů jako byli např. Nikolaj Prževalskij či Sven Hedin. Počátkem 20. století vstoupila do Lhasy expedice Younghusbanda, která znamenala průlom v návštěvnosti Lhasy Evropany – do té doby se totiž podařilo do Lhasy dostat jen několika málo Evropanům. V první polovině 20. století se po dlouhá léta Tibetem zabýval Giuseppe Tucci, který své znalosti shromáždil v rozsáhlém díle a položil tak základ moderní buddhologie a tibetanistiky.

## Obraz Tibetu v evropské kultuře
Již ve starověku se tu a tam dostávaly k Evropanům zprávy o orientálních zemích. Jejich faktická nepřesnost zkombinovaná s užaslými vyprávěními o orientálních kulturách, které si Evropané mohli tehdy jen velmi těžko představit, způsobily, že v představách Evropanů se Východ stal čímsi záhadným a „tajemným“. Obraz Tibetu se v Západních, resp. evropských zemích, utvářel od 13. století, kdy do této vysoce položené oblasti začali pronikat první misionáři. Ve zprávách prvních Evropanů dorazivších na tibetské území se často hovoří o tématech jako je údajný kanibalismus Tibeťanů a jejich údajná sexuální svoboda. První zprávy o Tibetu též hovoří o obrovském bohatství, jaké se v Tibetu má nacházet, a o „magických“ schopnostech lamů. Zejména posledně zmíněná domněnka, totiž že v Tibetu žiji lamové „magických schopností“ ovládající „tajné nauky“, dá počátkem 19. století popud ke vzniku relativně širokému proudu stoupenců, kteří budou považovat Tibet za zdroj „tajných nauk“ a budou k němu vzhlížet jako k duchovní studnici lidstva. Do čela toho proudu se postavila Helena Petrovna Blavatská a Henry Steel Olcott, resp. Teosofická společnost.
Problematika Tibetu a jeho odrazu v Západní kultuře velmi úzce souvisí s orientalismem, konceptem, se kterým přišel koncem 70. let Edward Said. Podle teorie orientalismu se obraz Orientu včetně Tibetu u Evropanů postupně formoval a v čase se měnil. Zároveň je obraz Tibetu (zejména pak jeho náboženství, které tvoří snad nejvýraznější prvek tibetské kultury) subjektivně podmíněn.
Tibet se z velké části nachází na Tibetské náhorní plošině, která byla v minulosti pro pěší či jejich karavany velmi těžko přístupná (průměrná nadmořská výška plošiny se pohybuje okolo 4000 m n. m.) a po dlouhá staletí se jen několika málo Evropanům podařilo do Tibetu dostat. Z politických i jiných důvodů měl navíc Tibet často uzavřen hranice cizincům. Tyto geograficko-politické poměry, které nepřály evropským cestovatelům, rovněž přispěly v evropském prostředí k vytvoření obrazu „tajemného“ a „nedostupného“ Tibetu. Tento obraz fakticky přetrval až do 20. století, kdy do Tibetu začali proudit evropští cestovatelé a tibetská kultura je podrobena vědeckému (kritickému) studiu právě vzniklé vědy – tibetianistiky. I v novodobých dějinách se však tu a tam objevují nové podněty (filmy, knihy apod.), které opět křísí myšlenku tajemstvím zahaleného Tibetu.

## Dějiny objevování Tibetu

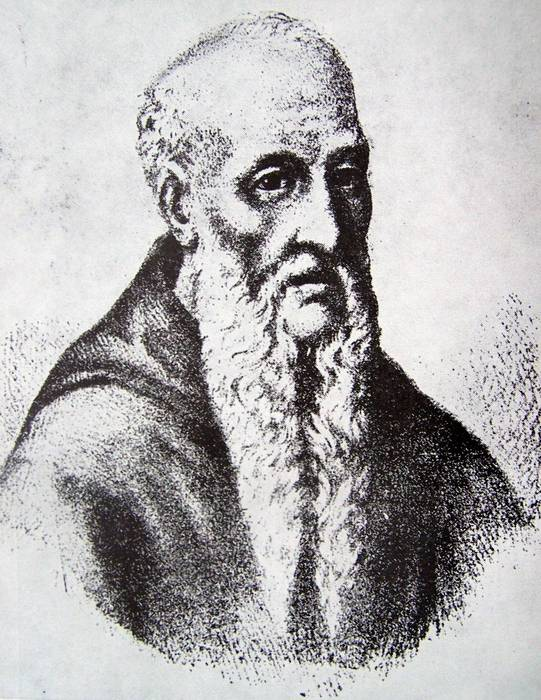
Odorik de Pordenone

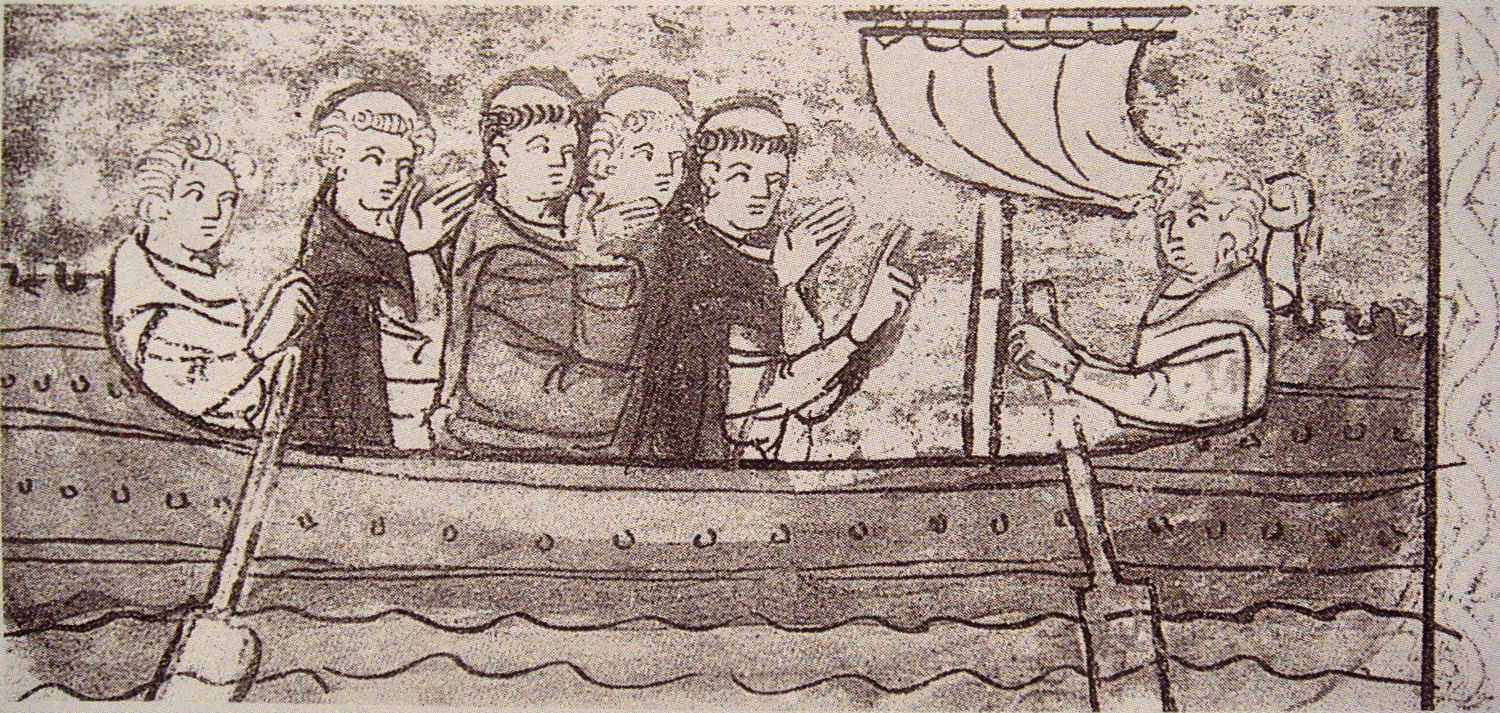
Odjezd Odorika de Pordenone

### První evropští návštěvníci
První návštěvníci Tibetu z řad Evropanů byli křesťanští misionáři. Již Marco Polo (1254–1324) se na svých cestách sice dostal až k tibetským hranicím, do země však nikdy nevstoupil. Proto je dnes prvenství v návštěvě Tibetu Evropanem připisováno františkánskému mnichu Odoriku z Pordenone (1276/1281–1331), který je pro svůj původ někdy nazýván Oldřich Čech. Bratr Oldřich měl do Lhasy vstoupit roku 1328, z jeho pera pak pochází první dochované zmínky o Tibetu.
Po Oldřichu Čechovi se o Tibetu ve svých dílech zmiňují ještě misionáři Vilém Rubruk a Jan z Montecorvina. Stejně jako Oldřich Čech, i další dva zmínění františkáni se o Tibetu zmiňují jen okrajově a podrobnější zmínky o Tibetu pocházejí až ze staletí pozdějších.

### Jezuitské misie v 17. století
První, skutečně zdokumentovaná návštěva Tibetu Evropany spadá do roku 1624, kdy se do Tibetu dostali jezuitští misionáři António de Andrade a Manuel Marques. Z dílny prvně zmíněného jezuity pak pochází první, skutečně doložená a obsáhlá zmínka o Tibetu. De Andrade se stačil ještě v roce 1624 vrátit do Ágry, svého výchozího stanoviště, a sepsat knihu s názvem Novo Descobrimento de Gram Cathayo on Reinos de Tibet. O rok později se António de Andrade vydal do Tibetu znovu. V Cabrangu založil misijní stanici a započal zde s výstavou prvního křesťanského chrámu na tibetském území; se změnou politických poměrů v tibetském Cabrangu však byla misijní stanice zrušena a de Andradeho snahy o christianizaci Tibeťanů tak byly zmařeny.
Zatímco v severnější části Tibetu působil António de Andrade, do jižních oblastí byla v roce 1627 na de Andradeův popud vyslána další misie. Portugalští misionáři João Cabral a Estêvão Cacella došli přes Bhútán do Žikace, kde byli přivítáni králem Ü-Cangu. V roce 1628 tito dva mniši ustanovili v Žikace další křesťanskou misii. Stejně jako misie Antónia de Andradeho, i tato byla v roce 1635 zrušena. Cabral a Cacella po sobě zanechali spisy, díky kterým se do evropského prostředí dostávají první zmínky o šambhale.

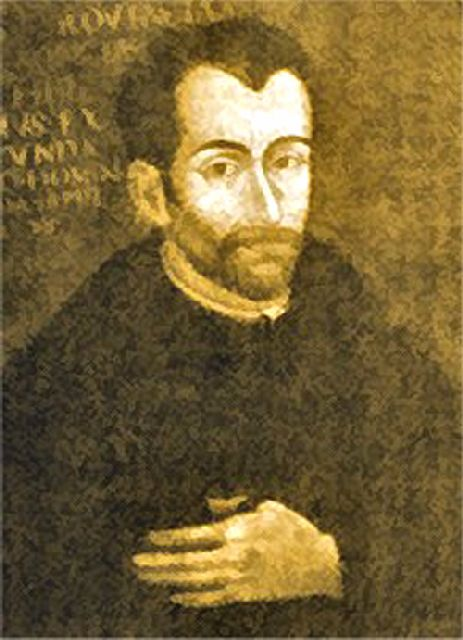
António de Andrade

Někdy v polovině 17. století se do Tibetu pokoušeli dostat další dva jezuité, Johannes Grueber a Albert d'Orville. V roce 1661 opustili Peking a vydali se na tibetské území. Podařilo se jim dosáhnout i Lhasy, kde zůstali po dva měsíce. Poté se vydali přes Nepál do Indie. O jejich cestě však neexistují podrobnější zprávy – zdá se, že Grueber po návratu z Tibetu na cestopise sice pracoval, jeho rukopis však nebyl nikdy nalezen.

### 18. století
V 18. století do oblasti Tibetu začínají kromě jezuitů pronikat i misionáři z řad kapucínů. Snad nejdůležitějším mužem z těchto misionářů se stal italský jezuita Ippolito Desideri (1684–1733). Ten v roce 1712 se souhlasem Klementa XI. opustil Řím a Lhasy dosáhl v březnu 1716. Ve Lhase Desideri zůstal několik let a během tohoto času se naučil jako jeden z mála Evropanů i tibetsky. Desideri po svém návratu napsal knihu s názvem Lamaismus, ve které se zabýval tibetským buddhismem.
Co se týče kapucínské misie v 18. století, i ta se pokoušela o zakotvení na tibetském území. Kapucíny vedl Ital Orazio della Penna. Stejně jako jezuitská misie, i ta kapucínská však skončila neúspěchem (skončila v roce 1745). Z kostela, který nechali kapucíni ve Lhase vystavět, zbyl jen zvon z nápisem Te Deum Laudamus, který je uložen v Džókhangu. Penna později sepsal tibetsko-italský slovník a přeložil některé z posvátných textů tibetského buddhismu, čímž pootevřel cestu k erudovanějšímu zkoumáni tibetské kultury.
Neúspěchy křesťanských misií v Tibetu jsou připisovány nepřátelskému postoji tibetských lamů či v vzájemné rivalitě křesťanských řádů, díky níž došlo ke snižování počtu jejich členů. Nicméně neúspěchy křesťanských misionářů spolu se zkreslenými zprávami od misionářů jen přispěly k posílení představ Evropanů o Tibetu coby tajemné a nepřístupné krajině.

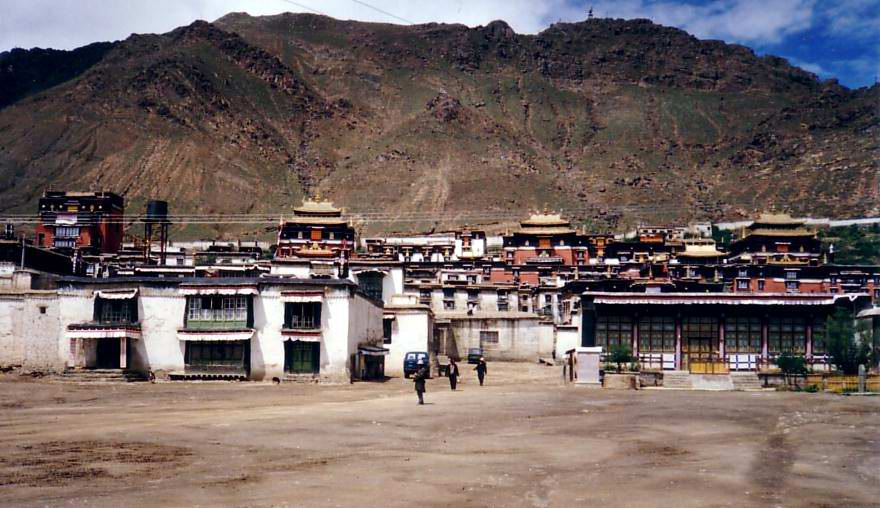
Klášter Tašilhünpo, kde byl pančhenlamou přivítán George Bogle

Roku 1774 do Žikace dorazil anglický diplomat a dobrodruh George Bogle, který byl ve službách Britské Východoindické společnosti. Navázal přátelství s pančhenlamou z kláštera Tašilhünpo a dokonce si za ženu vzal Tibeťanku. Byl prvním, kdo do Tibetu přinesl brambory. Koncem 18. století byl do Tibetu ještě vyslán Samuel Turner, aby se podobně jako Bogle pokusil o navázání obchodních styků mezi Tibetem a Britskou Východoindickou společností.

### 19. století
V 19. století nastal v objevování Tibetu příslušníky Západní kultury zásadní zlom. Dosud se na tibetská území dostávali především křesťanští misionáři, kteří obraz Tibetu, resp. tibetského buddhismu, ve svých spisech značně deformovali. Hlavně ve druhé polovině 19. století se do Tibetu dostávají evropští objevitelé a geografové, kteří začínají s mapováním tibetského území a zaplňují tak poslední bílá místa na mapě střední Asie.

#### Pandité
S těmito objevitelskými cestami započali v polovině 19. století Britové, kteří si od objevování dosud neznámých či jen velmi málo probádaných zemí slibovali navázání obchodních styků s nimi či jiné výhody. Britové postupně přišli na to, že nejlepší je do neznámých končin vyslat speciálně vycvičené místní obyvatele – tzv. pandity. Ti byli vycvičováni k tomu, aby pokud možno nepozorovaně pronikli na tibetská území a mapovali tibetský kraj.
Mezi takové nejznámější padnity patřil Nain Singh, který dostal úkol dostat se do hlavního centra Tibetu – Lhasy. Nain Singh se proto v roce 1865 připojil jedné z karavan mířící do „zakázaného města“, a skutečně se mu podařilo do Lhasy vkročit. Když tam byl, získával od Tibeťanů nejrůznější informace o situaci v zemi. Zároveň si dobře pamatoval rozmístění důležitých budov a zapisoval vzdálenosti mezi důležitými body. A tak se stalo, že Nain Singh po svém návratu poskytl Britům takové množství informací o Lhase, že převyšovaly dosud shromážděné poznatky o Lhase všech Evropanů dohromady. Jeho bratr Kišen Singh, který rovněž patří k významným panditům, pořídil jako vůbec první podrobnější plánek Lhasy.
Dalším významným panditou byl např. Kinthup, který měl za úkol zjistit, zda Evropanům známá řeka Brahmaputra je toutéž řekou, která je v Tibetu známá jako Cangpo. V převleku za sluhu lamy se Kinthup do Tibetu vypravil; podařilo se mu dostat zpět až po dlouholetých útrapách, kdy několikrát padl do zajetí a byl prodán do otroctví.

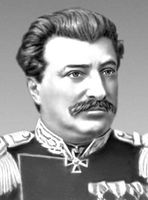
Nikolaj Prževalskij

#### Evropští geografové a cestovatelé
V roce 1872 se do Tibetu dostal Nikolaj Prževalskij (1839–1888), významný ruský cestovatel a geograf. Trasa jeho cesty vedla především severní Tibetem. Na svých cestách sesbíral ohromné množství vědeckého materiálu jako jsou vzorky rostlin, různé exempláře ptáků a hmyzu, kůže savců apod. I přes velkou snahu se Prževalskému nikdy nepodařilo dosáhnout Lhasy. Na jeho památku byl pojmenován kůň a gazela. Stejně neúspěšně si koncem 19. století počínal americký diplomat William Rockhill, kterému se ani po opakovaných pokusech nepodařilo do Lhasy dostat.
V roce 1895 se ze severní Indie vydali do Lhasy anglický šlechtic George Littledale a jeho žena, synovec a pes. Jelikož se báli odhalení, cestovali výhradně v noci. Byli zastaveni až tibetskou armádou pouhých 49 mil od Lhasy. Ve vyhoštění ze země Littledalovi nepomohly ani úplatky, ani tvrzení, že jeho žena je sestrou královny Viktorie. Mezi lety 1844–1846 se tibetskou krajinou ubírali dva lazarité Evariste-Régis Huc (1813–1860) a Joseph Gabet (1808-1853). Ti byli vysláni z Číny a jejich úkolem bylo prozkoumat možnost křesťanské misie na tibetském a mongolském území. Po jejich návratu Huc sepsal o společném putování knihu, která vyšla záhy v několika jazycích.

## 20. století

### Younghusbandova expedice

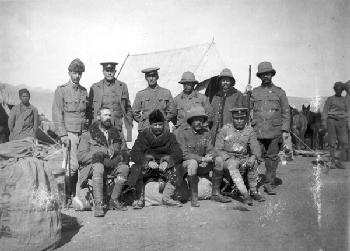
Výprava Younghusbanda

V 19. století se Tibet ocitl uprostřed dvou velmocí – Ruského a Britského impéria. Obě země se snažily uplatnit v Tibetu své zájmy. Na samém přelomu 19. a 20. století se do tibetského kláštera Sera dostal japonský buddhistický mnich Ekai Kawaguči, který začal Britům dodávat různé, často zkreslené zprávy, které vedly Brity k přesvědčení, že z ruské strany do Tibetu proudí zbraně a že se v Tibetu nachází studenti z Burjatska. Úředníci Britského impéria se proto rozhodli vyslat do Tibetu vojenskou expedici vedenou plukovníkem Francisem Younghusbandem, která tak vešla ve známost jako Younghusbandova expedice.
Younghusbandova expedice měla zabránit jednak možnému šíření ruského vlivu v Tibetu, a jednak se měla pokusit navázat obchodní styky s Tibetem. Britové se po neúspěšných vyjednáváních s tibetskými úředníky rozhodli, že si přejí vyjednávat se samotným dalajlámou. Proto vytáhli na Lhasu; jejich cestu poznamenalo několik válečných potyček s Tibeťany, kteří však neznamenali pro dobře vyzbrojenou a vycvičenou Younghusbandovu armádu velké nebezpečí. Britové dobyli Lhasu, do které do té doby vstoupilo jen několik Evropanů, a uzavřeli bilaterální dohody mezi Tibetem a Britským impériem, jež stavěly Brity do výhodné pozice. Po uzavření těchto smluv Britové odešli a snažili se Tibet nadále izolovat od ostatního světa.

### Evropané v Tibetu do 50. let

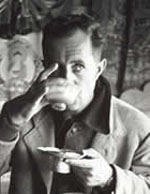
Giuseppe Tucci

I přes tuto snahu Britů o uzavřenost tibetských hranic cizincům se na tibetská území vydalo mnoho dalších cestovatelů evropského původu. Byl to především švédský cestovatel a geograf Sven Hedin, která Tibet prozkoumával již před Younghusbandovou expedicí. Pokoušel se tehdy dostat do Lhasy, avšak nepodařilo se mu to. Poté, co Lhasu navštívilo stovky příslušníků Younghusbandovy expedice, pro něj ztratila návštěva Lhasy význam a proto svůj objevitelský zájem soustředil na jiné, dosud neprozkoumané oblasti centrální Asie. Mimo jiné se mu podařilo zmapovat prameny řeky Brahmaputry (Cangpo).
Hedin podnikl hned několik výprav do Tibetu. V prvních desetiletích 20. století prováděl výzkumy v Tibetu i britský archeolog Marc Aurel Stein, dále německé expedice Alberta Tafela, Wilhelma Filchnera a Ernsta Schäffera (viz Německá expedice do Tibetu (1939)). Důležitým moment ve vědeckém studiu buddhismu a Tibetu (potažmo tibetského buddhismu) nastal v roce 1927, kdy zahájil své působení Ital Giuseppe Tucci. V Tibetu strávil velmi mnoho let, nachodil tisíce kilometrů, byl znalcem mnoha jazyků a sepsal první fundované knihy o Tibetu a tibetském buddhismu. Položil tak základ moderní buddhologii a tibetianistice.
V roce 1924 Lhasu v přestrojení navštívila Alexandra David-Néelová, belgicko-francouzská spiritualistka. Počátkem 2. světové války byli v Tibetu nuceni zůstat rakouští horolezci Heinrich Harrer a Peter Aufschneiter. Dostali se do Lhasy, kde Harrer navázal přátelství s mladičkým Tändzin Gjamcchem. Harrer později napsal knihu s názvem Sedm let v Tibetu, podle níž později vznikl stejnojmenný film.

## Od obsazení čínskou armádou po současnost
Tibet na samém počátku 50. let obsadila Čínská lidová osvobozenecká armáda. V padesátých letech byly tibetské hranice otevřeny především novinářům, filmařům apod., čehož využili i čeští dokumentaristé Vladimír Sís a Josef Vaniš. Tito lidé měli zdokumentovat zejména „pozitivní vlivy“ čínské anexe. V současné době je Tibet hojně navštěvován turisty, kterým slouží např. letiště ve Lhase či železniční trať z Golmudu do Lhasy. Do Tibetu je třeba zvláštní vízum, které schvaluje čínská vláda. I v moderní době se občas stává, že je do Tibetu dočasně zakázán přístup cizincům.